# Hanna Orthwein
Hanna Orthwein (ur. 23 marca 1916 w Warszawie, zm. 9 lipca 1968 tamże) – polska artystka plastyk, ceramiczka i projektantka przemysłowa.
W 1925 roku rozpoczęła edukację w prywatnej szkole żeńskiej przy ulicy Wiejskiej 5 w Warszawie. Kształciła się w Miejskiej Szkole Sztuk Zdobniczych i Malarstwa w Warszawie (lata 1935–1937), następnie w Szkole Sztuk Pięknych im. Blanki Mercère w Warszawie (1937–1939). Ponadto w latach 1936–1937 uczęszczała na kurs ceramiki na Akademii Sztuk Pięknych w Warszawie. W latach 1939–1944 brała udział w działaniach konspiracyjnych i Powstaniu Warszawskim. Po jego zakończeniu znalazła się w obozie jenieckim mieszczącym się w dzisiejszych Łambinowicach, jednakże kilkukrotnie była przenoszona do innych obozów. W obozie znaleźli się również siostra i ojciec Hanny. Rodzina Orthwein otrzymała propozycję podpisania ugody, która zapewniłaby jej ochronę, jednak ze względów patriotycznych została odrzucona. Studiowała po wojnie, w latach 1948–1951, w Wyższej Szkole Sztuk Pięknych w Warszawie w pracowni ceramicznej Julii Kotarbińskiej. W czerwcu 1951 na podstawie jej ceramicznych rzeźb przyjęto ją do Związku Polskich Artystów Plastyków.
Uprawiała rzeźbę ceramiczną i wzornictwo przemysłowe. W okresie 1956–1966 pracowała jako projektantka w Zakładzie Ceramiki Instytutu Wzornictwa Przemysłowego. Wraz z Henrykiem Jędrasiakiem, Mieczysławem Naruszewiczem i Lubomirem Tomaszewskim tworzyła zespół, któremu powierzono zaprojektowanie nowoczesnej rzeźby kameralnej. Efekty ich prac znane są jako figurki ćmielowskie. 33 modele z tego zbioru zidentyfikowano jako prace H. Orthwein. Są to formy przedstawiające głównie świat zwierzęcy, mające charakter zarówno zwarty (Jeż, Żyrafa), jak i przeprute ażurami (Gibbon, Sowa). Artystka projektowała również dzbany i wazony ceramiczne (Kormoran), kafle malowane i biżuterię.
Prace artystki znajdują się w zbiorach Muzeum Narodowego w Warszawie, Muzeum Narodowego we Wrocławiu, Muzeum Warmii i Mazur w Olsztynie, muzeum w Toruniu.

## Nagrody i odznaczenia[a]
- 1957 – I nagroda na Wystawie Pamiątkarstwa Warmii i Mazur
- 1961 – nagroda Ministra Kultury i Sztuki za współpracę z przemysłem

## Wystawy zbiorowe[b]
- 1952 – I Ogólnopolska Wystawa Architektury Wnętrz i Sztuki Dekoracyjnej, Zachęta
- 1954 – I Ogólnopolska Wystawa Ceramiki i Szkła Artystycznego, Wrocław
- 1958 – Wystawa Porcelany Instytutu Wzornictwa Przemysłowego, Kordegarda
- 1960 – II Ogólnopolska Wystawa Ceramiki i Szkła Artystycznego, Wrocław
- 1963 – Polnisches Glass und Keramik, Berlin
- 1963 – Wystawa Szkła i Ceramiki, Sofia
- 1963 – Wystawa Biżuterii Artystycznej, Moskwa
- 1969 – XXV-lecie PRL — Ceramika i Szkło, Wrocław
- 1969 – Wzornictwo w Przemyśle Szklarskim i Ceramicznym, IWP